# شک (فیلم ۱۹۷۶)
شک (به هندی: Shaque) یا سوظن (به انگلیسی: Suspicion) فیلمی هندی محصول سال ۱۹۷۶ و به کارگردانی آرونا راجه است. در این فیلم بازیگرانی همچون وینود کانا، شبانه اعظمی، اوتپال دوت، بیندو، دورگا کوته و فریده جلال ایفای نقش کرده‌اند.